# 외젠리샤르 가사나

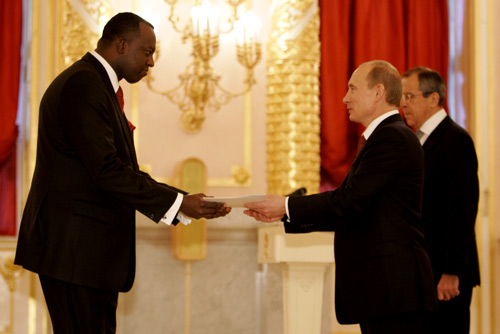
2007년 러시아 대통령 블라디미르 푸틴과 접견하는 가사나

외젠리샤르 가사나(프랑스어: Eugène-Richard Gasana, 1962년 ~ )는 르완다의 외교관이다. 부룬디 태생으로 독일 특명전권대사를 역임하였다. 현재는 유엔 주재 대사로서 활동하고 있으며, 2013년 4월, 그리고 2014년 7월에 열린 유엔 안전보장이사회의 의장을 맡았다.